# Blanca Berlín
Blanca Berlín Miravete (Madrid) es una galerista española feminista especializada en fotografía y artes visuales. Ha sido una de las primeras galerías españolas especializada exclusivamente en exponer y promocionar la fotografía de artistas tanto históricos como contemporáneos, contribuyendo así al reconocimiento e inclusión de la fotografía en el ámbito museístico.
Galardonada con el Premio MAV 2020, que concede la asociación Mujeres en las Artes Visuales.

## Biografía y trayectoria profesional
Blanca Berlín nació en Madrid donde realizó sus estudios obteniendo la licenciatura en Ciencias Políticas y Sociología por la Universidad Complutense de Madrid, España. Durante cuatro años residió en Londres y en los años 1981-1982 se inició en la fotografía cursando estudios de fotografía en el Ealing Technical College, además realizó seminarios de especialización fotográfica en el Holborn Institute of Arts, en el año 1983. De nuevo en su ciudad natal, Madrid, retomó la fotografía realizando cursos de especialización fotográfica en la Escuela de Fotografía EFTI en los años 1983-1984.
Su etapa laboral la inició como socióloga en el equipo de urbanismo del sociólogo Mario Gaviria en Londres y Madrid entre los años 1982-1986. En colaboración con Gaviria realizó numerosos libros y proyectos en el área de la planificación física, así como planes de urbanismo de  varias ciudades españolas. Fundó, junto con Gaviria y otros tres socios, amigos de la universidad, la Compañía de Planificación, Ecosociobiótica y Estudios Avanzados, S.L. y entre los años 1986-2007 trabajó en proyectos de urbanismo y planificación física en el equipo de Gaviria. Abandonó definitivamente el urbanismo y la gestión del territorio para dedicarse por entero a la fotografía y al periodismo. Según su testimonio "Empecé haciendo reportajes fotográficos para acompañar los planes urbanísticos, y empezaron a llamarme de algunas revistas más o menos especializadas. Publiqué algunas fotos y poco a poco me fui encontrando con que me gustaba mucho la fotografía". Y se hizo fotógrafa. Sus imágenes como fotógrafa han formado parte de numerosas exposiciones individuales y colectivas.
Antes de abrir su galería de fotografía, colaboró en los principales periódicos y revistas españoles y extranjeros, especializándose en periodismo de viajes en los medios: El Mundo, Le Figaro Magazine, Diario 16, GEO, Grandes Viajes, Dagens Nyheter (Suecia) Handling (Suecia), Liberation (Francia), Siete Leguas, Traveler, National Geographic, Fuera de Serie-Expansion, Altaïr, New York Times… Ha realizado guías de viaje para la Editorial Anaya Touring Club, en solitario (Ruta Maya, Vietnam, Tailandia) y en colaboración con otros fotógrafos.
En 2007 abrió en el centro de Madrid su galería especializada en fotografía. Debido a sus conocimientos y contactos en la materia, seleccionó a los principales fotógrafos para  programar exposiciones individuales y colectivas que mostraran,  en el espacio que lleva su nombre, los trabajos más recientes o  históricos como  Ramón Masats, Isabel Muñoz, Castro Prieto, Sylvia Plachy, Luis González Palma, la artista peruana residente en EE. UU.  Cecilia Paredes, Flor Garduño…
Especializada en fotografía y artes visuales, la apuesta de Blanca Berlín se centra en las tendencias más innovadoras de la fotografía española e internacional contemporánea, representadas tanto por artistas consagrados como por prometedores talentos. Abierta también a otros formatos, ocasionalmente su propuesta expositiva se amplía para acoger obra de alguna disciplina artística diferente a la fotográfica. Además del ciclo de exposiciones, la galería dedica especial atención a la creación de un escogido fondo a la vista del público, que se puede consultar también en su página web.
Participa en las principales ferias internacionales de arte contemporáneo como en la Feria Internacional ARCO en diversas ediciones, Estampa 2017, Photo London 2018 y JustMad 2018 entre otras. Cada año colabora en el festival off de Photoespaña con exposiciones de fotografía de reconocidos fotógrafos. En la edición PHE18, conmemorativa de los veinte años del festival, presenta la exposición de fotógrafos españoles históricos que han mostrado sus obras a lo largo de los años en esta galería, con el título "Constelaciones Afal" con la participación de Carlos Pérez Siquier, Gabriel Cualladó, Nicolás Muller, Ramón Masats y Ricard Terré.
Como feminista, forma parte de la asociación nacional de Mujeres en las Artes Visuales (MAV)

## Comisariados
En su compromiso con la promoción y difusión de la fotografía, Blanca Berlín desarrolla, paralelamente a la programación anual en su galería, una labor de comisariado externo con el fin de proyectar internacionalmente y promover el trabajo tanto de nombres ya consolidados dentro de la historia de la fotografía como de talentos emergentes y de media carrera.
Ha comisariado más de 60 exposiciones en su propia galería, además de muchas otras en diversas instituciones de ámbito nacional e internacional.
Su gran proyecto Saharauis ha sido expuesto en diferentes ciudades y países desde el año 1991 en la Casa de la Cultura de Vigo y en la Casa de la Cultura de Valladolid. Desde 1992 en diversos centros de la Comunidad de Madrid como son Centro Cultural Buero Vallejo de Coslada, la Galería “El Tranvía” de Torrejón de Ardoz, el espacio Hospitalillo de San José, Getafe, en la Casa del Rey, Arganda del Rey, la Casa de la Cultura de Fuenlabrada, en la Biblioteca Municipal de Las Rozas. En 1993 se expuso Saharauis, en la Caja de Ahorros de Cuenca.
La exposición titulada La Mirada del Coleccionista. Colección Joaquim Paiva, la presentó en el año 2008 en la Sala de la Bóvedas, del Centro Cultural Conde Duque en Madrid.
En el año 2010 inició el proyecto Women & Women estrenándose en la Embajada de España en Washington (EE. UU.) durante la Presidencia Española de la Unión Europea. Con el Instituto Cervantes presentó Women & Women en Chicago (EE. UU.) y en Illinois en el Humanities Festival. En el año 2011 Women & Women viajó con el Instituto Cervantes a otra ciudad de EE. UU., Albuquerque. En el año 2015 Women & Women itineró por diferentes sedes del Instituto Cervantes en Italia: Nápoles, Palermo, Roma, y en el año 2016 por las sedes de Marruecos: Tetuán, Rabat, Fez, Casablanca y Tánger.
En el año 2011 presentó la exposición La permanencia de lo efímero del artista Han Sungpil (Corea del sur) en la XII Bienal de Fotografía de Córdoba. Córdoba, España.
Conjuntamente con Nerea Urbiento comisariaron las exposiciones Tramas de Badri Lomsianidze (Georgia) en el Museo del Traje de Madrid y Transparencias del mismo autor en el CEART (Centro de Arte Tomás y Valiente) en Fuenlabrada, Madrid. Junto a Pablo Alemán comisarió en el año 2012 la exposición de Isabel Muñoz en las salas de la Cárcel de Segovia (España).
En los años 2012 y 2013 llevó la dirección artística de "Casa//Arte Feria de Iniciación al coleccionismo de Arte" en Madrid (España).
En el año 2011 colaboró con el "Festival Internacional de Fotografía Latitudes de Huelva" con la exposición de Badri Lomsianidze en la Caja Rural de esta ciudad. En el año 2013 en este mismo festival espacio y sede, presentó la exposición colectiva Plata de ley y en el año 2015 cambió de sede para exponer a Flor Garduño en el Museo Provincial de Huelva, y en el mismo espacio en el año 2016 con Jürgen Schadeberg.
Desde el año 2015 presenta la exposición "Platea, los fotógrafos miran al cine" en múltiples festivales de cine español como el Festival de Cine de San Sebastián, Festival de Cine de Sevilla, Festival Internacional de Cine de Murcia, Festival de Cine Español de Málaga, S8, Mostra de Cine Periférico de La Coruña, Festival Internacional de Cine de Gijón, Festival Internacional de Cine de Huesca,  Festival Internacional de Cine de Madrid, Festival Internacional de Cine de Huelva, Festival Internacional de Cine de Orense, Festival Internacional de Cine de Vigo, y en el año 2018 Festival Internacional de Cine de Hospitalet de Llobregat.
En 2019-29 de febrero de 2020 expuso "Todo cuanto sueño o pierdo. Maestros del vintage (1903-1991)", en la Galaría Blanca Berlín.                                       

## Jurados
- IArt, Instituto Superior de Arte de Madrid. 2009
- IED, Instituto Europeo de Diseño, Madrid. 2009
- Jurado Concurso social Real Sociedad Fotográfica, Madrid, junio de 2009
- Jurado Premio Nacional de Fotografía LUX, 2010
- Jurado Concurso Mujeres x África, Madrid, diciembre de 2013
- Jurado Concurso Real Sociedad Fotográfica, Madrid, julio de 2014
- Jurado Concurso Mujeres x África, Madrid. 2014
- Jurado Concurso Nexofoto, Madrid, mayo de 2015
- Jurado Concurso Allianz Française, Madrid, mayo de 2015
- Jurado Concurso Mujeres x África, Madrid, diciembre de 2015
- Jurado Concurso Mujeres x África, Madrid, diciembre de 2016
- Jurado 28ª edición Certamen de Cerámica, Pintura y Fotografía MAPAMA, Ministerio de Agricultura, Madrid, febrero de 2016

## Premios
Con la exposición Archivo de sombras, del fotógrafo Toni Catany, Blanca Berlín obtuvo el Premio PhotoEspaña 2012 a la mejor exposición del Festival Off Mejor Galería de PHotoEspaña 2012 y Mejor Fotografía de la Feria MadridFoto.
En el festival Premio del jurado "Shoot & Smile", uno de sus artistas, Tiago Casanova, recibió el Premio del jurado Shoot & Smile.
En 2020 recibió el premio MAV a su trayectoria como galerístico.